# Bollebygd
Bollebygd este un oraș în Suedia.

## Demografie
| \| Evoluția demografică a zonei urbane Bollebygd, 1970–2015 \| Evoluția demografică a zonei urbane Bollebygd, 1970–2015 \| Evoluția demografică a zonei urbane Bollebygd, 1970–2015 \| Evoluția demografică a zonei urbane Bollebygd, 1970–2015 \| Evoluția demografică a zonei urbane Bollebygd, 1970–2015 \| \| --------------------------------------------------------------------------------------- \| -------------------------------------------------------- \| -------------------------------------------------------- \| -------------------------------------------------------- \| -------------------------------------------------------- \| \| An \| \| \| Locuitori \| \| \| 1970 \| 1970 \| \| 1.422 \| 1.422 \| \| 1975 \| 1975 \| \| 2.083 \| 2.083 \| \| 1980 \| 1980 \| \| 2.609 \| 2.609 \| \| 1990 \| 1990 \| \| 3.260 \| 3.260 \| \| 1995 \| 1995 \| \| 3.320 \| 3.320 \| \| 2000 \| 2000 \| \| 3.241 \| 3.241 \| \| 2005 \| 2005 \| \| 3.369 \| 3.369 \| \| 2010 \| 2010 \| \| 3.566 \| 3.566 \| \| 2015 \| 2015 \| \| 3.870 \| 3.870 \| \| Sursa: SCB - Statistika Centralbyrån, Folkmängden per tätort. Vart femte år 1960 - 2016 \| \| \| \| \| |      |  |           |       |
| Evoluția demografică a zonei urbane Bollebygd, 1970–2015 |      |  |           |       |
| An |      |  | Locuitori |       |
| 1970 | 1970 |  | 1.422     | 1.422 |
| 1975 | 1975 |  | 2.083     | 2.083 |
| 1980 | 1980 |  | 2.609     | 2.609 |
| 1990 | 1990 |  | 3.260     | 3.260 |
| 1995 | 1995 |  | 3.320     | 3.320 |
| 2000 | 2000 |  | 3.241     | 3.241 |
| 2005 | 2005 |  | 3.369     | 3.369 |
| 2010 | 2010 |  | 3.566     | 3.566 |
| 2015 | 2015 |  | 3.870     | 3.870 |
| Sursa: SCB - Statistika Centralbyrån, Folkmängden per tätort. Vart femte år 1960 - 2016 |      |  |           |       |